# Viator (Amtsbote)
Viatoren (lat.: viator(es)) waren die Amtsboten der Magistrate im antiken Rom, funktional Teil des Apparitorenwesens.
In der Forschung ist nicht vollständig geklärt, welchen Hoheitsträgern die Arbeitserleichterung durch Viatoren zur Seite stand. Da sich die republikanische Geschichtsschreibung dazu nicht vollbildlich äußert, muss auf die mehrheitlich aus der Kaiserzeit stammenden Hinweise – in Form von Inschriften – zurückgegriffen werden; dies obgleich die Ämter in der Zeit bereits teilweise untergegangen waren, zumindest aber einen Bedeutungsverlust erfahren hatten. Summarisch ergibt sich dann das Bild, dass zumindest die Obermagistrate, mithin Konsuln, Prätoren und die Diktatoren (letztere im Sonderamt) auf Viatoren zurückgreifen konnten. Aber auch die Volkstribunen und parallel dazu die (plebejischen) Ädilen, Quästoren und ihnen noch nachrangige Kräfte des Polizei- und Justizvollzugsdienstes, wie tresviri capitales oder decemviri stlitibus iudicandis, verfügten über Amtsboten. Auch den Statthaltern in den Provinzen standen Amtsboten zu.
Die Unsicherheit des Befundes resultiert beispielsweise daraus, dass Aulus Gellius in den Noctes Atticae zu erkennen gibt, dass Voraussetzung für die rechtliche Zuordnung eines Amtsboten das Imperium des Amtsträgers war. Daneben konnten allenfalls tribunizische Festnahmerechte zu einer Beiordnung legitimieren. In beiden Fällen wären Quästoren – als bloße Kassenbeamte – vom Privileg ausgeschlossen geblieben.
Die Aufgaben der Viatoren bestanden zunächst in der einfachen Übermittlung von Nachrichten und Befehlen. Aber auch Ladungen vor die obermagistratischen Gerichtshöfe wurden von Viatoren überbracht. Hieß es, die Senatoren zu den Sitzungen einzuberufen, erhielten die Viatoren die Aufträge zur Vermittlung. Volkstribunen und niedere Beamte konnten Viatoren auch zur Verrichtung polizeilicher Aufgaben heranziehen, sie ersetzten dabei die Liktoren. Auch die Obermagistratur bediente sich gelegentlich der Amtsboten in dieser Funktion. Viatoren der Kaiserzeit waren häufig in Decurien zusammengeschlossene Freigelassene.